# Noteridae
Famille
Noteridae est une famille d'insectes de l'ordre des coléoptères.
Les Noteridae sont des adéphages (coléoptères généralement carnivores, aux antennes filiformes) ; ils représentent près de 250 espèces dans 14 genres.

## Classification
sous-famille Phreatodytinae Uéno, 1957
- -     - Phreatodytes Uéno, 1957

sous-famille Notomicrinae Zimmermann, 1919
- -     - Notomicrus Sharp, 1882

sous-famille Noterinae C.G.Thomson, 1860
- tribu Neohydrocoptini Zalat, Saleh, Angus & Kaschef, 2000
  - Neohydrocoptus Satô, 1972
- tribu Pronoterini Nilsson, 2005
  -     - Pronoterus Sharp, 1882
- tribu Noterini C.G.Thomson, 1860
  - Canthydrus Sharp, 1882
    - Canthydrus Sharp, 1882
    - Liocanthydrus Guignot, 1957

  - Hydrocanthus Say, 1823
    - Hydrocanthus Say, 1823
    - Sternocanthus Guignot, 1948

  - Mesonoterus Sharp, 1882
  - Noterus Clairville, 1806
  - Renotus Guignot, 1936
  - Siolius J.Balfour-Browne, 1969
  - Speonoterus Spangler, 1996
  - Suphis Aubé, 1836
  - Suphisellus Zimmermann, 1921
  - Synchortus Sharp, 1882.

## Source
- World Catalogue of Noteridae by Anders N. Nilsson, Umeå University.